# Indiana Jones and the Infernal Machine
Indiana Jones The Infernal Machine foi um jogo eletrônico de ação-aventura feito pela empresa LucasArts para Microsoft Windows em 1999, com uma conversão para Nintendo 64 sendo realizada pela Factor 5 em 2000 e uma versão em 2D para Game Boy Color criada pela HotGen publicada em 2001. Foi o primeiro jogo do personagem Indiana Jones com gráficos 3D, seguindo-o em 1947 enfrentando soviéticos na busca por uma antiga máquina criada pelos babilônios.

## Sinopse
Em 1947, Indiana Jones voltou para a arqueologia após seu envolvimento na Segunda Guerra Mundial. Porém a agente da CIA Sophia Hargood, que o acompanhou na descoberta de Atlântida anos antes, aparece na sua escavação na Canyonlands para avisar que a União Soviética está escavando as ruínas da Babilônia. O grupo liderado pelo Dr. Gennadi Volodnikov, um físico interessado em dimensões paralelas, busca uma arma mais potente que a bomba nuclear que poderia decidir a Guerra Fria. Jones é levado para o Reino do Iraque, onde descobre que Volodnikov quer encontrar um jeito de encontrar o deus babilônio Marduk, que vive na dimensão conhecida por Aetherium. Nas ruínas de Etemenanqui, Jones traduz a escrita cuneiforme revelando a verdadeira história da torre de Babel: Nabucodonosor II foi inspirado por Marduk para construir um grande motor, mas os babilônios assustados destruíram a torre que a abrigava, levando quatro dos seguidores do deus para escapar com componentes desta "Máquina Infernal".

## Produção
Hal Barwood, criador de Indiana Jones and the Fate of Atlantis, considerava Indiana Jones um herói de ação e se interessava por trazer o personagem para os jogos em três dimensões. Considerando que os nazistas já tinham sido muito usados, passou o jogo para a Guerra Fria, com soviéticos como vilões. Após cogitar extraterrestres, que George Lucas vetou por estarem no quarto filme ainda em desenvolvimento, Harwood pesquisou maquinário antigo como a Máquina de Anticítera para conceber a Máquina Infernal, e a colocou na Torre de Babel, combinada com Etemenanqui, o tempo babilônico do deus Marduk. O jogo utilizou uma versão modificada do motor de jogo de Star Wars Jedi Knight: Dark Forces II para se passar em terceira pessoa.